# Ascraeus Mons
Ascraeus Mons est un volcan bouclier situé sur la planète Mars par 11,8° N et 255,5° E, dans le quadrangle de Tharsis. Large de 460 km, il culmine à 14 km en moyenne au-dessus du renflement de Tharsis et à 18 225 m d'altitude au-dessus du niveau de référence martien, ce qui en fait le deuxième sommet de Mars. Les flancs de ce volcan présentent une inclinaison moyenne de 7°.

## Géographie et géologie
Ascraeus Mons est le plus septentrional des trois grands volcans formant l'alignement de Tharsis Montes — les deux autres sont Pavonis Mons au centre et Arsia Mons au sud ; le groupe d'Uranius prolonge cet alignement au nord.
|                                                                      |  |                                          |
| Carte de la région d'Olympus Mons et de la chaîne de Tharsis Montes. |  | Topographie d'Ascraeus Mons par le MOLA. |

Ce volcan est également le plus ancien de Tharsis Montes : il se serait formé au début de l'Hespérien, avant 3,6 Ga, et son activité se serait prolongée à l'Amazonien, jusqu'à seulement 50 Ma. L'âge relevé sur les terrains constituant le fond du système assez complexe de caldeiras de ce volcan s'échelonne entre 800 Ma et 100 Ma, l'activité volcanique semblant s'être poursuivie un peu au-delà sur les flancs.
Les deux autres volcans formant l'alignement de Tharsis Montes, quasiment contemporains, se seraient formés quelques dizaines de millions d'années plus tard, ce qui illustre le fait que les volcans du renflement de Tharsis semblent d'autant plus anciens qu'ils sont situés au nord-est de cette région.